# Bob vid olympiska vinterspelen 2014
Bob vid olympiska vinterspelen 2014 hölls i Sanki isbanecenter, i närheten av Krasnaja Poljana, 60 km från Sotji, Ryssland. 
Tävlingarna pågick mellan den 16 och 23 februari 2014.

## Program
Totalt stod tre grenar i bob på programmet:
- Tvåman, herrar (16 och 17 februari 2014)
- Tvåman, damer (18 och 19 februari 2014)
- Fyrman, herrar (22 och 23 februari 2014)

## Medaljsammanfattning
| Gren                           | Guld                                                                           | Guld                                                                           | Silver                                                                    | Silver                                                                    | Brons                                                                | Brons                                                                |
| Herrarnas tvåmanna Detaljer... | Ryssland Aleksandr Zubkov Aleksej Vojevoda                                     | Ryssland Aleksandr Zubkov Aleksej Vojevoda                                     | Schweiz Beat Hefti Alex Baumann                                           | Schweiz Beat Hefti Alex Baumann                                           | USA Steven Holcomb Steven Langton                                    | USA Steven Holcomb Steven Langton                                    |
| Damernas tvåmanna Detaljer...  | Kanada Kaillie Humphries Heather Moyse                                         | Kanada Kaillie Humphries Heather Moyse                                         | USA Elana Meyers Lauryn Williams                                          | USA Elana Meyers Lauryn Williams                                          | USA Jamie Greubel Aja Evans                                          | USA Jamie Greubel Aja Evans                                          |
| Herrarnas fyrmanna Detaljer... | Ryssland Aleksandr Zubkov Dmitrij Trunenkov Aleksej Negodajlo Aleksej Vojevoda | Ryssland Aleksandr Zubkov Dmitrij Trunenkov Aleksej Negodajlo Aleksej Vojevoda | Lettland Oskars Melbārdis Arvis Vilkaste Daumants Dreiškens Jānis Strenga | Lettland Oskars Melbārdis Arvis Vilkaste Daumants Dreiškens Jānis Strenga | USA Steven Holcomb Steven Langton Curtis Tomasevicz Christopher Fogt | USA Steven Holcomb Steven Langton Curtis Tomasevicz Christopher Fogt |

### Medaljtabell
Värdnation
| Pl. | Nation         | Guld | Silver | Brons | Totalt |
| --- | -------------- | ---- | ------ | ----- | ------ |
| 1   | Lettland       | 1    | 0      | 1     | 2      |
| 2   | Kanada         | 1    | 0      | 0     | 1      |
| 2   | Schweiz        | 1    | 0      | 0     | 1      |
| 4   | USA            | 0    | 3      | 1     | 4      |
| 5   | Storbritannien | 0    | 0      | 1     | 1      |
|     | Totalt         | 3    | 3      | 3     | 9      |